# Movimiento Revolucionario Oriental

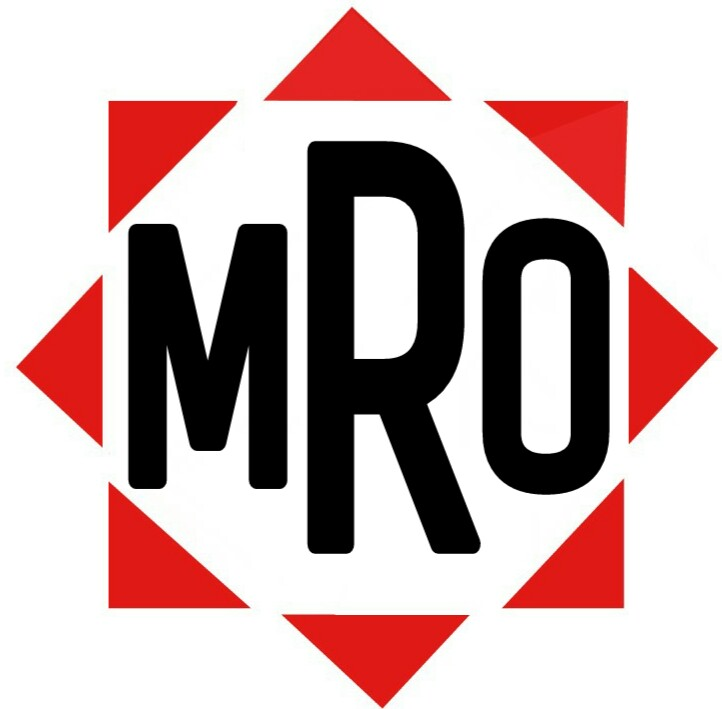
Logo del Movimiento Revolucionario Oriental.

El Movimiento Revolucionario Oriental (MRO) es un movimiento político de izquierda revolucionaria de Uruguay. El MRO se autodefine como un  conjunto de orientales inspirados en el ideario de la gesta artiguista, dispuestos a transitar por la unidad y la lucha tras el objetivo de la Liberación Nacional y el Socialismo.
Los tres principales principios de la organización son:
A) La lucha de clases como motor del desarrollo histórico. 
B) La dictadura de los trabajadores como única herramienta apta para la disolución del viejo Estado de clase burgués y la construcción de los fundamentos económicos, políticos, sociales y culturales de la nueva Sociedad Socialista. 
C) La práctica del internacionalismo revolucionario como única forma de evitar el estancamiento y las deformaciones de los procesos revolucionarios aislados en cada país, y de asegurar el avance en el camino del Socialismo en el Mundo.

## Programa Político
Las diez consignas más importantes del programa que proponen como movimiento político son: 
1) Defender las libertades democráticas, los derechos y conquistas de los trabajadores (fruto de sus históricas luchas).
2) No pago de la Deuda externa, ni de sus intereses, (el dinero que se paga anualmente por concepto de intereses y servicios son los recursos imprescindibles para financiar las medidas de emergencia).
3) Aplicación de una política salarial y de jubilaciones y pensiones que contemple las necesidades básicas del núcleo familiar. Aumento del salario real, salario vacacional y aguinaldo doble.
4) Aumento de jubilaciones y pensiones en términos reales para equipararlas a los sueldos de los trabajadores en actividad. 
5) Reforma agraria; distribuir la tierra improductiva entre quienes la trabajan. Expropiación del latifundio, desarrollando establecimientos estatales y cooperativos. Tierra para quien la trabaja, con apoyo crediticio, sanitario, técnico, habitacional, educacional, y de comunicaciones por parte del estado. Nacionalización de la tierra, en especial las tierras fronterizas que hoy están en manos de propietarios extranjeros.
6) Instauración de una política de preservación de recursos naturales (tierras, aguas fluviales, costas, playas y aguas oceánicas). Respeto del equilibrio ecológico imponiendo la utilización de técnicas de explotación no depredadoras de la naturaleza.
7) Juicio y castigo a todos los culpables de violación de los DDHH, siendo considerados como tales todos cuanto alzaron su mano contra los hijos del pueblo oriental, los que dieron las órdenes, los que les protegen y amparan (sean civiles o militares). Juicio y castigo a todos los responsables de la comisión de delitos económicos.
8) Ley nacional de protección a la mujer. Garantía laboral para la mujer separada, divorciada o viuda. Garantía laboral para la madre sola. Ley de aborto libre, garantizando la asistencia médica estatal gratuita para el aborto y con posterioridad al mismo. Creación de la Casa de la Mujer con el objetivo de brindar apoyo social, jurídico, síquico y económico a la mujer maltratada y proteger a sus hijos. Legislación que garantice la igualdad laboral entre los sexos en todos los planos; desarrollo de guarderías y casas cuna municipales gratuitas con el objetivo de facilitar la presencia de la mujer en el mercado de trabajo y facilitar la inserción social de la mujer sola o separada con hijos a su cargo. Ley de seguro laboral en el hogar que equipare a la mujer que trabaje en el hogar con los trabajadores que cumplen funciones fuera del mismo (asegurando salario vacacional, retiro jubilatorio y compensación por accidentes a la mujer que trabaja como “ama de casa”.
9) Ley de Juventud. Desarrollo de la actividad deportiva, musical, artística y social dirigida, programada y planificada por y para los jóvenes a fin de brindarle a los mismos mayores posibilidades de integración y actividad social. Ley de Garantía Laboral para la juventud, que tienda a garantizar oportunidades laborales para los jóvenes egresados de la UTU y brinde a los jóvenes estudiantes de otras áreas la posibilidad de combinar el estudio con el trabajo remunerado, entre otros.
10) Servicio Nacional de Salud que resuelva el problema de la asistencia de forma igualitaria, universal e integral, no solamente para la curación y la rehabilitación del enfermo, sino, sobre todo, para la prevención de las enfermedades y la preservación de la salud. Cese del lucro en este servicio social fundamental. Fomento de la medicina rural. Coordinación de la asistencia privada y pública.
A su vez este programa del movimiento va unido a un programa revolucionario finalista, con el objetivo de alcanzar la Liberación Nacional y el Socialismo.

## Historia
El MRO fue fundado el 21 de abril de 1961, como una escisión del Partido Nacional. El fundador, Ariel Collazo, había sido diputado por el nacionalismo; a raíz de un viaje a Cuba, quedó impresionado con la revolución cubana, y se inspiró para crear un movimiento de izquierda.
La organización está dirigida por Mario Rossi Garretano. 
Desde 1967 a 1985 tuvo un brazo armado, las Fuerzas Armadas Revolucionarias Orientales (FARO).
En 1971 el MRO fue una de las organizaciones fundadoras del Frente Amplio. Se desvincularon del mismo en 1993.
El ala juvenil del MRO es la Juventud Guevarista. Ha organizado un frente de masas, el Frente Revolucionario por una Alternativa Socialista.
Su órgano de prensa es el periódico Los Orientales.
En 2008, se formó el partido Comisiones Unitarias Antiimperialistas (COMUNA), y el MRO participa del mismo,
 con la consigna de la "Liberación Nacional y el Socialismo" para lo cual pretende unificar un "espacio clasista, antiimperialista y anticapitalista".